# Dogern
Dogern – miejscowość i gmina w Niemczech, w kraju związkowym Badenia-Wirtembergia, w rejencji Fryburg, w regionie Hochrhein-Bodensee, w powiecie Waldshut, wchodzi w skład wspólnoty administracyjnej Waldshut-Tiengen. Leży nad Renem, przy granicy ze Szwajcarią, pomiędzy Albbruck a Waldshut-Tiengen.

## Polityka
Ostatnie wybory samorządowe odbyły się 26 maja 2019. W radzie gminy zasiada 12 radnych z czego 6 pochodzi z CDU a reszta jest bezpartyjna.

## Współpraca
Miejscowość partnerska:
- Grand-Lemps, Francja

## Transport
Przez teren gminy przebiega droga krajowa B34, linia kolejowa z przystankiem Dogern.